# SHIODOME19BOX
SHIODOME 19BOX (しおどめじゅうくぼっくす) は、日本テレビグループの技術プロダクションである日テレ・テクニカル・リソーシズ(略称:NiTRo)によって運営されている、ポストプロダクション用スタジオ。汐留・日本テレビタワー内19階にある。

## 概要
主に日本テレビの生放送の素材編集や収録番組の編集作業を行うために設置されているポストプロダクション拠点であり、以前は旧NTV映像センター、旧日本テレビビデオ、旧日本テレビエンタープライズの3社によって運営されていた。2007年4月の日本テレビ・グループ会社の再編に伴い、現在は日テレ・テクニカル・リソーシズ（NiTRo）によって運営しており、映像編集スタジオ27室、MA室4室を有する。

なお、同社は日本テレビタワーと道を挟んで向かいにある丸進ビル新館にもポストプロダクション拠点を持ち、映像編集・MA・CG製作等の業務を行っている。

## 主な編集参加作品
（丸新ビル新館での編集を含む）
- NEWS ZERO → news zero　スポーツニュース・コーナー
- スッキリ!!
- ズームイン!!SUPER
- ズームイン!!サタデー
- THE・サンデー
- 真相報道 バンキシャ!
- Going!Sports&News
- DON!
- PON!
- 踊る!さんま御殿!!
- 行列のできる法律相談所
- メレンゲの気持ち
- スパモク!!（TBS）
- 火曜サプライズ
- ジャック10
- アナザースカイ
- レコ☆HITS!
- 笑点
- ぶらり途中下車の旅
- サッカーアース
- NNNドキュメント
- 音のソノリティ
- キユーピー3分クッキング
- ラジかるッ
- 午後は○○おもいッきりテレビ
- ザ・ワイド
- 今田ハウジング
- スポーツうるぐす